# يحيى بن عباد بن عبد الله بن الزبير
يحيى بن عباد بن عبد الله بن الزبير بن العوام (وُلد عام 65 هـ - تُوفي عام 101 هـ) هو ابن عباد بن عبد الله بن الزبير، وأحدُ رواة الحديث النبوي.

## حياته
هو يحيى بن عباد بن عبد الله بن الزبير بن العوام، وأمه هي عائشة بنت عبد الرحمن بن الحارث بن هشام بن المغيرة بن عبد الله بن عمر بن مخزوم. كان يحيى بن عباد من رواة الحديث الثقات، وكان صاحب مروءة. فقد قال عبد الرحمن بن أبي الزناد: «كانت ليحيى بن عباد مروءة. وما رأيت شابًا أحسن في النعمة منه»، غير أنه مات وهو ابن ست وثلاثين سنة.
وقد روى عنه عبد اللَّه بن أبي بكر بن حزم، ومحمد بن إسحاق. كما ذكره أبو حاتم بن حبان البستي في الثقات، وقال عنه النسائي وابن حجر والدارقطني ويحيى بن معين والذهبي أنه: «ثقة»، كما قال محمد بن سعد كاتب الواقدي عنه: «ثقة كثير الحديث».
ترك يحيى بن عباد من الأبناء يعقوب وإسحاق وعبد الرحمن وعبد الوهاب، وأمهم ابنة عمه أسماء بنت ثابت بن عبد الله بن الزبير بن العوام؛ وعبد الملك بن يحيى أمه أم ولد؛ وعائشة وسودة، وأمهما أسماء بنت عروة بن الزبير التي أمها سودة بنت عبد الله بن عمر بن الخطاب التي أمها صفية بنت أبي عبيد بن مسعود الثقفي التي أمها عاتكة بنت أسيد بن أبي العيص بن أمية التي أمها زينب بنت أبي عمرو بن أمية.